# Eugenio (film, 1980)
Pour les articles homonymes, voir Eugène.
Pour plus de détails, voir Fiche technique et Distribution.
Eugenio (titre original : Voltati Eugenio) est un film franco-italien réalisé par Luigi Comencini, sorti en 1980.

## Synopsis
À l'occasion de la fugue de leur fils de dix ans, un couple séparé revit son passé et ses échecs. Un retour en arrière sur la vie de l'enfant depuis 1968 car Eugénio était le fruit de l'amour des barricades. Mais l'entente dans le couple s'est vite détériorée et l'enfant est devenu encombrant. Un regard acide sur la vie italienne.

## Fiche technique
Sauf indication contraire, les informations mentionnées dans cette section peuvent être confirmées par la base de données cinématographiques IMDb,  présente dans la section « Liens externes ».
- Titre : Eugenio
- Titre original : Voltati Eugenio
- Réalisation : Luigi Comencini
- Musique : Romano Checcacci
- Photographie : Carlo Carlini
- Montage : Nino Baragli
- Pays d'origine : Italie-France
- Format : Couleurs - Mono - 35 mm
- Genre : Comédie dramatique
- Durée : 110 minutes
- Date de sortie : 
  - Italie : 5 septembre 1980
  - France : 18 février 1981

## Distribution
- Carole André : Milena
- Bernard Blier : Le grand-père d'Eugenio
- Francesco Bonelli : Eugenio
- Alessandro Bruzzese : Guerrino
- Dalila Di Lazzaro : Fernanda
- Saverio Marconi : Giancarlo
- Dina Sassoli : La grand-mère Anna
- Gisella Sofio : La grand-mère Edvige
- José Luis de Vilallonga : Tristano